# Верещин
Верещин (пол. Wereszczyn) — село в Польщі, у гміні Уршулін Володавського повіту Люблінського воєводства. Населення — 202 особи (2011). Город Галицько-Волинської землі, садиба роду Верещинських.

## Назва
На думку російського мовознавця В. П. Нерознака, назва Верещина походить від руського імені Вереща, або Верещака, що тлумачиться як балакун, крикун (від дієслова верескати, верещати).

## Історія
Згідно найдавнішим писемним джерелам, Верещин є найстаршим поселенням в межах гміни Уршулін. Село розташовано на височині як острів посеред болотистої місцевості. Тобто це могло бути городище, яке захищали болота — типу Пересопниці чи Щекаріва. Літопис руський за Іпатієвським списком згадує це село у 1204 р. як населений пункт Галицько-Волинської землі.
У 1435 році Верещин фігурує як садиба роду Верещинських гербу Корчак. З Верещина походить Йосиф Верещинський.
За даними етнографічної експедиції 1869—1870 років під керівництвом Павла Чубинського, у селі переважно проживали римо-католики, меншою мірою — греко-католики, які розмовляли українською мовою.
У 1975—1998 роках село належало до Холмського воєводства.

## Населення
Демографічна структура станом на 31 березня 2011 року:
|          | Загалом | Допрацездатний вік | Працездатний вік | Постпрацездатний вік |
| -------- | ------- | ------------------ | ---------------- | -------------------- |
| Чоловіки | 115     | 19                 | 80               | 16                   |
| Жінки    | 87      | 12                 | 46               | 29                   |
| Разом    | 202     | 31                 | 126              | 45                   |

## Церква у Верещині

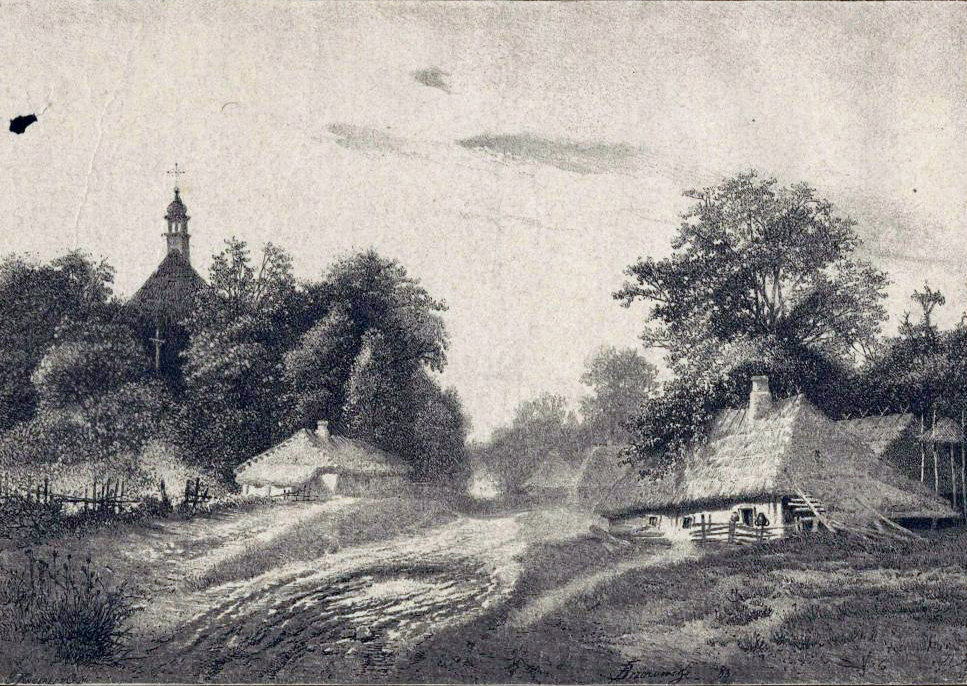
Верещин весною 1884 року, зліва православна церква св. Володимира

Перша згадка припадає на 1510 р. За даними митрополита Іларіона (Огієнка), перша згадка про православну церкву в селі датується 1446 роком. У 1541 р. зазначається, що ктиторами існуючої в селі церкви були дідичі Верещинські, предками яких були Дмитро Волчок і син Богдан, жертводавці церкви. У 1619—1620 рр. місцевий священик був учасником Холмського собору духовенства. В кінці XVII ст. збудована наступна церква коштом дідича села Северина Верещинського. Як свідчить запис в актових книгах Холмського гродського суду за 16 березня 1695 р., Казимир Гочковський, місцевий священик і декан Холмський, виділив кошти на утримання тут притулку для старців.
29 травня 1697 р. дідич Миколай Станіслав Верещинський презентував на пароха Дам'яна Козловича і надав йому привілей. У акті візитації 1741 р. описана як церква Собору Пр. Богородиці, дерев'яна, «в стінах і дахах непорядна, покрита снопками, без підлоги, з трьома вікнами (третє у вівтарі) оправленими в дерево і одними дверима». Дзвіниця розташовувалась окремо. Парафія Собору Пр. Богородиці піддалась сильній латинізації, бо в середині XIX ст. в церкві не було іконостасу, зате стояли органи. 1872 року місцева греко-католицька парафія налічувала 302 вірян. У 1873 р. вибудовано нову дерев'яну одноверху церкву св. Володимира, зв'язану з дзвіницею, вкриту заломаним наметовим дахом. З 1875 р. церква православна.
У липні-серпні 1938 року польська влада в рамках великої акції руйнування українських храмів на Холмщині і Підляшші знищила місцеву православну церкву. Під час Другої світової війни в селі діяла відновлена православна парафія. Богослужения відбувалися в домовій церкві, влаштованій в плебанії.